# Euzora
Euzora é um gênero de traça pertencente à família Arctiidae.